# Kenneth Freeman
Kenneth Charles (Ken) Freeman (né le 27 août 1940) est un astronome et un astrophysicien australien qui est actuellement Duffield Professor of Astronomy au département de recherche en astronomie et astrophysique de l'observatoire du Mont Stromlo, dépendant de l'université nationale australienne à Canberra. 

## Biographie
Il est né à Perth en Australie en 1940, a étudié les mathématiques et la physique à l'université d'Australie-Occidentale, et fut diplômé avec les honneurs en mathématiques appliquées en 1962. Il partit ensuite à l'université de Cambridge pour faire une thèse en astrophysique théorique avec Leon Mestel et Donald Lynden-Bell, et acheva son doctorat en 1965. Après un emploi post-doctoral à l'université du Texas avec Gérard de Vaucouleurs et une bourse de recherche au Trinity College à Cambridge, il revint en Australie en 1967 en tant que Queen Elizabeth Fellow au Mont Stromlo. À part un séjour d'un an à l'Institut d'astronomie Kapteyn à Groningue en 1976 et quelques absences occasionnelles à l'étranger, il travaille au Mont Stromlo depuis lors.
Ses centres d'intérêt sont la formation et la dynamique des galaxies et des amas globulaires, et il s'est particulièrement intéressé au problème de la matière noire dans les galaxies : il fut l'un des premiers à remarquer que les galaxies spirales contiennent une grande quantité de matière noire. Il se rend régulièrement au Space Telescope Science Institute comme visiteur scientifique distingué.
Il est très actif dans l'encadrement d'étudiants universitaires et a été le responsable principal de 54 étudiants en thèse et de sept post-doctorants. Cinq de ses étudiants ont reçu des bourses de recherche Hubble. Il a également été actif en astronomie internationale, comme ancien président d'une division de l'union astronomique internationale, et a participé à des comités d'évaluation pour plusieurs institutions astronomiques célèbres du monde entier. Il a été orateur invité lors de 121 conférences internationales depuis 1969. Il est co-auteur d'un livre sur la matière noire.

## Postes et distinctions honorifiques
- 1972 Pawsey Medal (en) de l'Académie australienne des sciences
- 1981 Membre de l'Académie australienne des sciences
- 1990 Aaronson Lecturer à l'université de l'Arizona
- 1994 Oort Professor à l'université de Leyde
- 1997 Visiting fellow au Merton College d'Oxford
- 1998 Membre de la Royal Society de Londres
- 1999 Prix Dannie-Heineman d'astrophysique de l'American Institute of Physics et de l'American Astronomical Society
- 2001 Tinsley Professor à l'université du Texas
- 2001 Bishop Lecturer à l'université Columbia
- 2001 Named by ISI as one of Australia's 35 most highly cited scientists (ranked number 5)
- 2001 Gave the Robert Ellery Lecture for the Astronomical Society of Australia (en)
- 2002 Membre associé de la Royal Astronomical Society en 2002
- 2003 Blaauw Professor à l'université de Groningue
- 2003 Centenary Medal décernée par le gouvernement australien
- 2004 Antoinette de Vaucouleurs Lecture and Medal à l'université du Texas
- 2012 Prime Minister's Prize for Science (en) [6]
- 2013 Matthew Flinders Medal and Lecture (en) (Académie australienne des sciences)
- 2013 Henry Norris Russell Lectureship (American Astronomical Society)[7]
- 2014 Prix Peter-Gruber de cosmologie (avec Jaan Einasto, R. Brent Tully et Sidney van den Bergh) de la fondation Gruber